# Johann Jacob Spreng
Pour les articles homonymes, voir Spreng.
Johann Jacob Spreng, né le 31 décembre 1699 à Bâle, mort le 24 mai 1768 dans la même ville, est un ecclésiastique protestant et lexicographe suisse, professeur à l'université de Bâle.

## Biographie

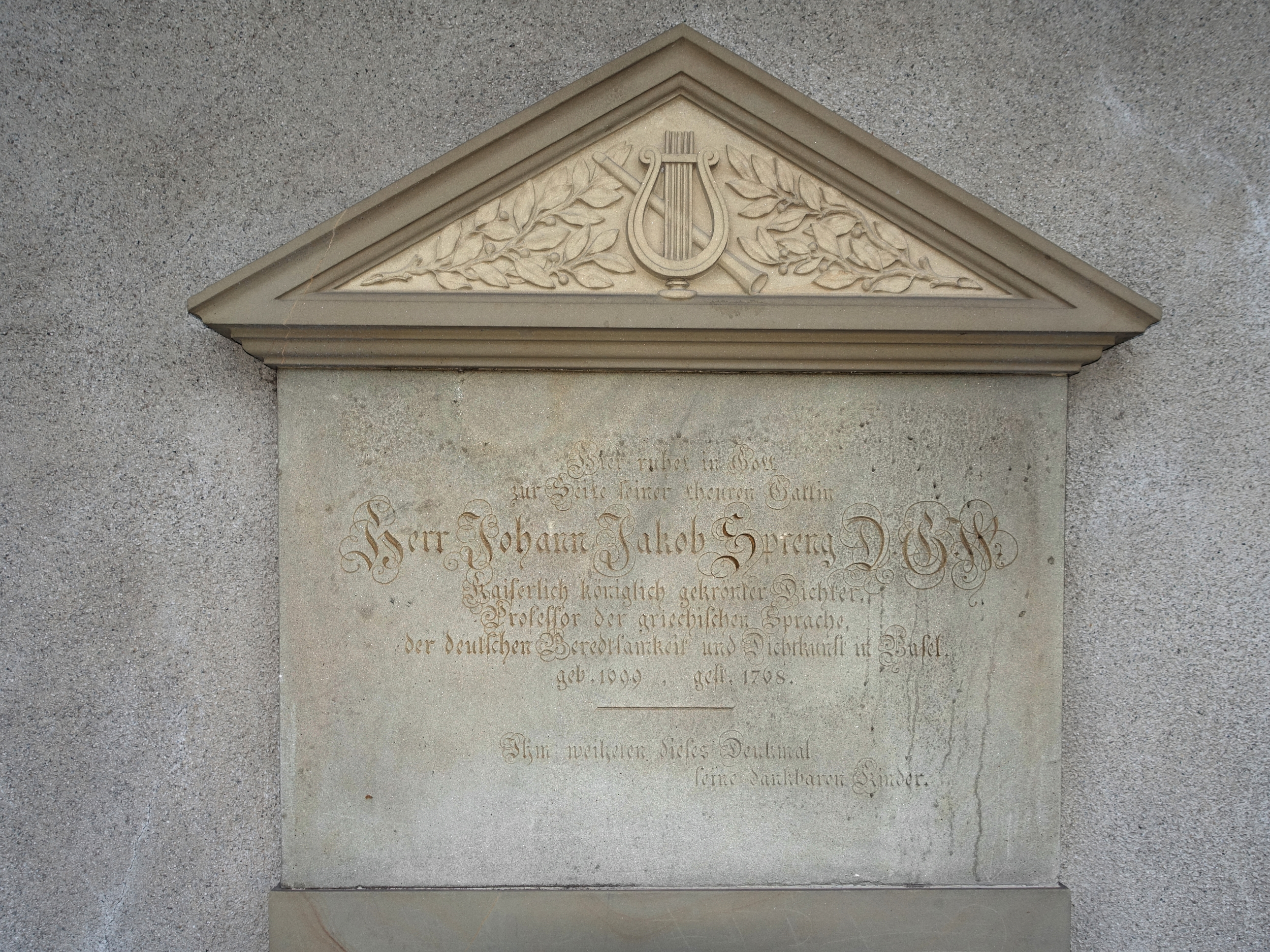
Épitaphe de Johann Jacob Spreng dans l'église Saint-Théodore

Fils d'un professeur de gymnasium à Bâle, Johann Jacob Spreng étudie la théologie dans sa ville natale ; il est ordonné pasteur en mai 1721. Il travaille comme précepteur privé à Berne, à Bâle et à Ratisbonne. En 1724, il est honoré par l'empereur Charles VI comme poète lauréat impérial à Vienne où il est prédicateur de la légation bâloise. De 1725 à 1742, il exerce les fonctions de pasteur en Allemagne du sud, à Heilbronn, Nordhausen, Ludweiler, dans le Wurtemberg et le Palatinat du Rhin.
En 1742, il revient à Bâle. À sa demande et avec le consentement de l'université de Bâle, le Conseil de Bâle crée une chaire de poésie et d'éloquence allemandes en 1741, dont Spreng devient le premier titulaire en 1743 ; en 1754, il y est nommé professeur associé d'histoire suisse et, en 1762, professeur titulaire de grec.
Il publie en 1723 la première anthologie de poèmes de langue allemande écrits en Suisse ou dans le sud-ouest de l'Allemagne, sous le titre Auserlesene und noch niemals getruckte geistliche und weltliche Gedichte ; il donne en 1743 une édition posthume des poèmes de son ami Carl Friedrich Drollinger (de), archiviste à Bâle et poète.
Dans son ouvrage Abhandlungen von dem Ursprunge und Altertum der mehrern und mindern Stadt Basel, wie auch der raurachischen und baselischen Kirche, publié à Bâle en 1756, Spreng
attaque l'historicité des saints patrons des villes catholiques de Soleure et de Fribourg, saint Ours et saint Victor (de), ainsi que celle de la légion thébaine ; il est convoqué par une commission constituée par la ville de Bâle à la demande des autorités de Soleure et de Fribourg ; l'ouvrage sera mis à l'index par la papauté.
Johann Jacob Spreng a écrit d’une part un dictionnaire historico-critique de la langue allemande avec 95 000 entrées sous le titre Allgemeines deutsches Glossarium (de) et, d’autre part un dictionnaire du vocabulaire vernaculaire de Bâle sous le titre Idioticon Rauracum oder Baselisches Wörterbuch. Les deux œuvres ne sont pas imprimées de son vivant ; les manuscrits sont conservés à la bibliothèque universitaire de Bâle. Le Glossarium est édité en 2021 ; l'Idioticon est partiellement édité en 1888, puis fait l'objet d'une édition complète en 2014.
Il meurt à Bâle en 1768 et est inhumé dans l'église Saint-Théodore (de).

## Publications

### Du vivant de Spreng
- Auserlesene und noch niemals getruckte geistliche und weltliche Gedichte, Bâle, Johann Ludwig Brandmüller, 1723, 308 p.
- Neue Übersetzung der Psalmen Davids: auf die gewöhnlichen Singweisen gerichtet, Bâle, veuve de Johann Conrad von Mechel, 1741, 470 p. (lire en ligne).
- Ehren- und Sigsmahl der Zwelfhundert Eidsgenossen, welche den 26. Augstm. 1444 in der Schlacht bey St. Jakob, vor Basel, geblieben, vermittelst einer feyerlichen Gedächtnissrede in hohansehnlicher Versammlung, Bâle, Emanuel Thurneysen, 1748, 56 p. (lire en ligne).
- Abhandlungen von dem Ursprunge und Alterthum der mehrern und mindern Stadt Basel, wie auch der raurachischen und baselischen Kirche, Bâle, Daniel Eckenstein, 1756 (lire en ligne).

### Éditions posthumes
- Neuverbesserte Ubersetzung der Psalmen Davids nach den üblichen Singweisen mit 4. Stimmen, Bâle, J. J. Flick, 1771, 470 p.
- Heinrich Löffler (éd.), Idioticon Rauracum oder Baseldeutsches Wörterbuch von 1768. Edition der Handschrift AA I 3 der Universitätsbibliothek Basel, Bâle, Schwabe, 2014.
- Heinrich Löffler (éd.), Allgemeines deutsches Glossarium. Historisch-etymologisches Wörterbuch der deutschen Sprache, Bâle, Schwabe, 2021, 7 vol.  (ISBN 978-3-7965-4323-4).